# Jazz (pomme)
Pour les articles homonymes, voir Jazz (homonymie).

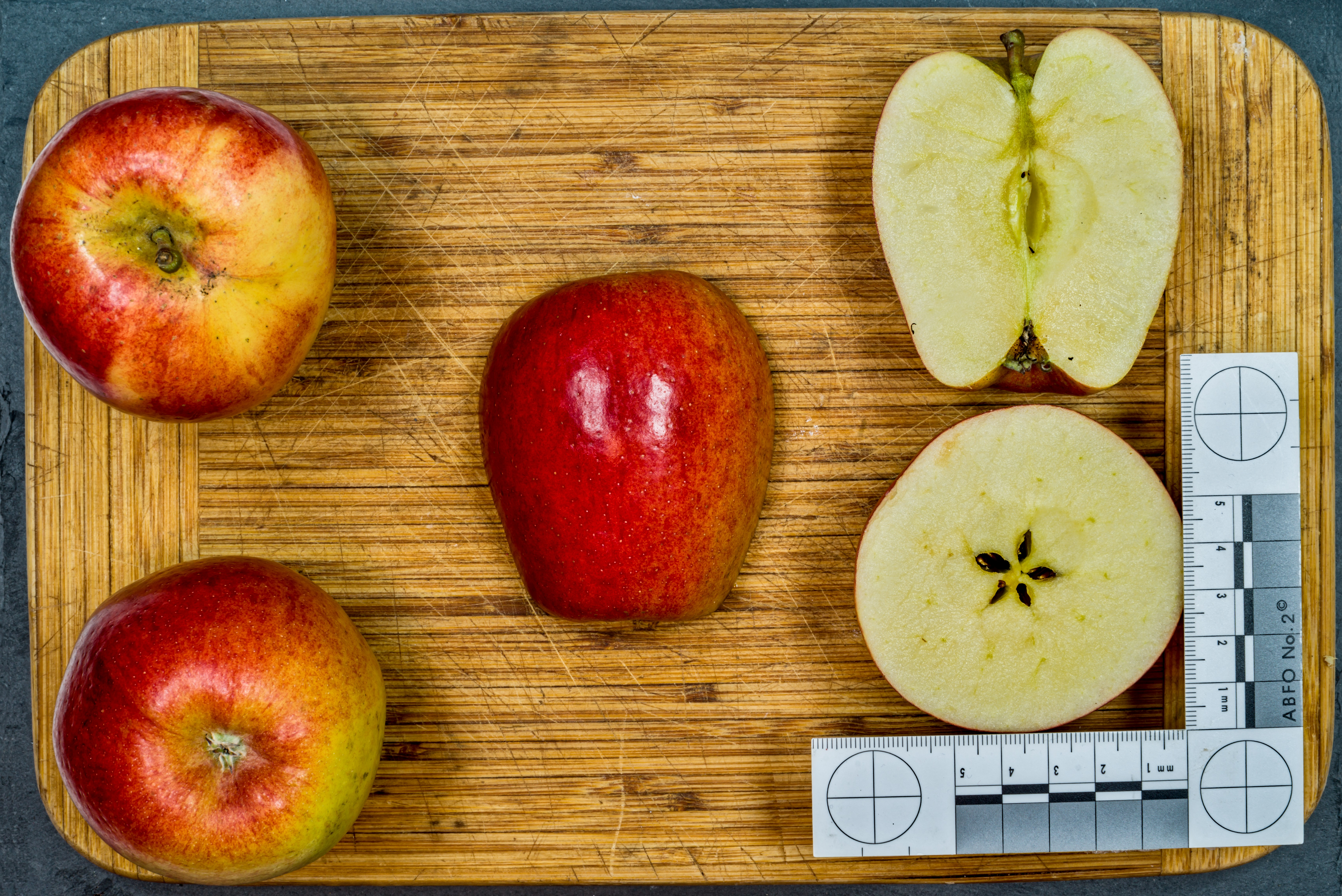
fruit et en coupe transversale

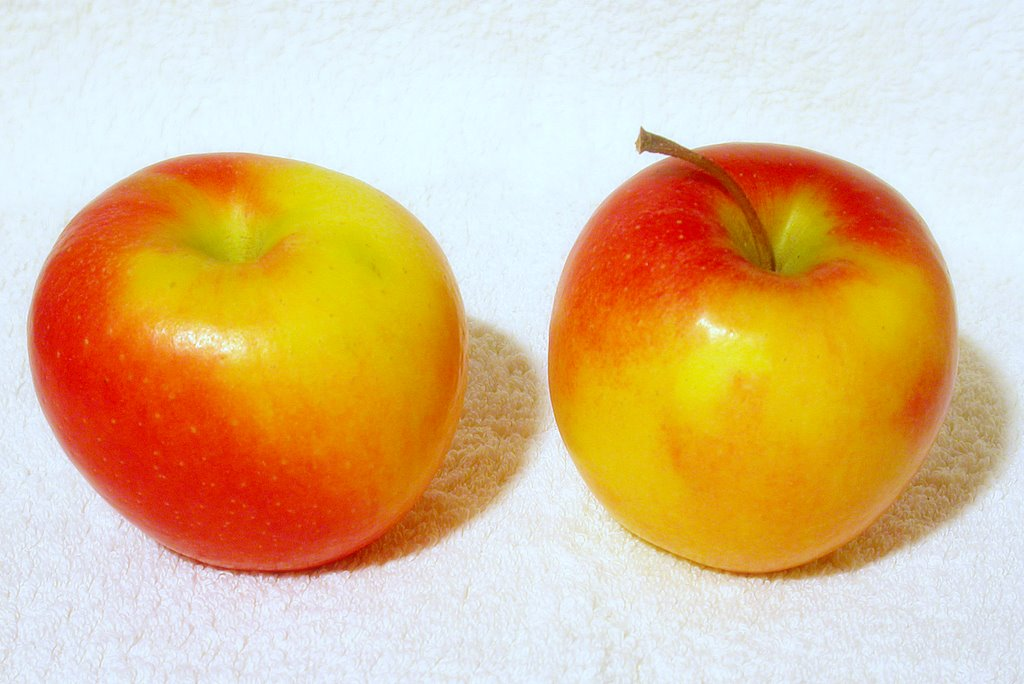
Pomme Jazz.

Jazz est un cultivar de pommier domestique.

## Synonymes
Ce cultivar est aussi connu sous le nom de Scifresh, son premier nom.

## Origine
Il est originaire de Nouvelle-Zélande.